# 회음
샅(perineum) 또는 회음(會陰)은 인간의 두 넓적다리 사이의 부위로, 남자는 음낭과 항문 사이, 여자는 외음부를 말한다. 성인의 경우 이 부위에 음모가 나있다. 주요 성감대이며 이 부위에 주요 동맥이 지나간다.

## 어원

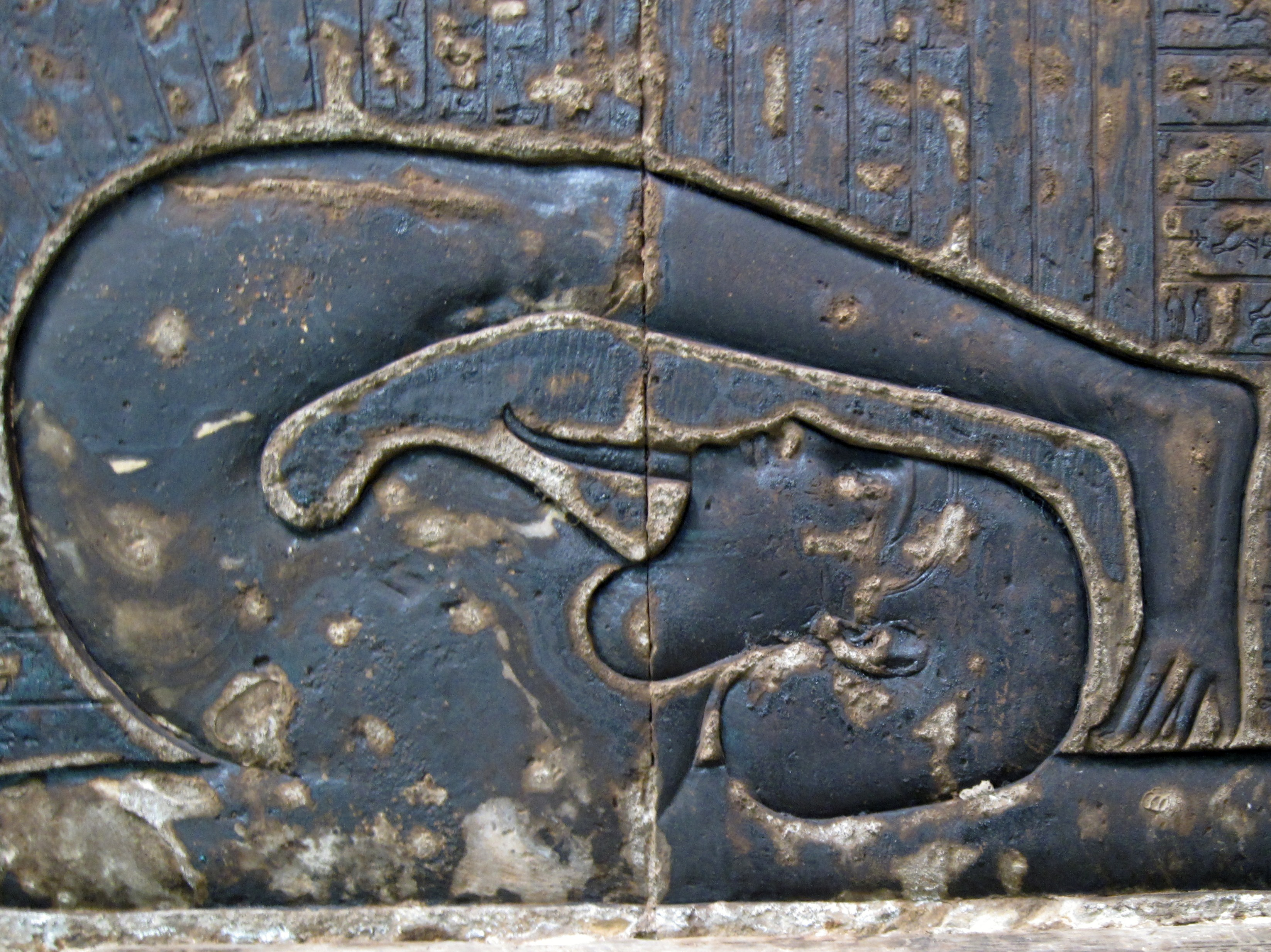
항문과 생식기 사이의 공간을 뜻하는 이집트어는 wpt mtny이다.

## 구조

### 샅힘줄중심
샅힘줄중심 또는 회음체(perineal body, central tendon of perineum)

## 갤러리

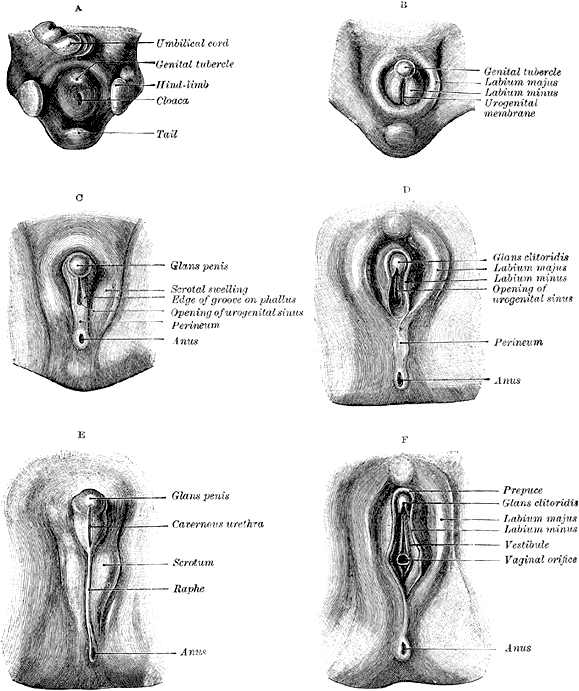
Stages in the development of the external sexual organs in the male and female

## 같이 보기
- 성감대
- 골반기저근